# Hatnub
| Hwt | t | nbw | N25 |

| Hwt | t | nbw | N25 |

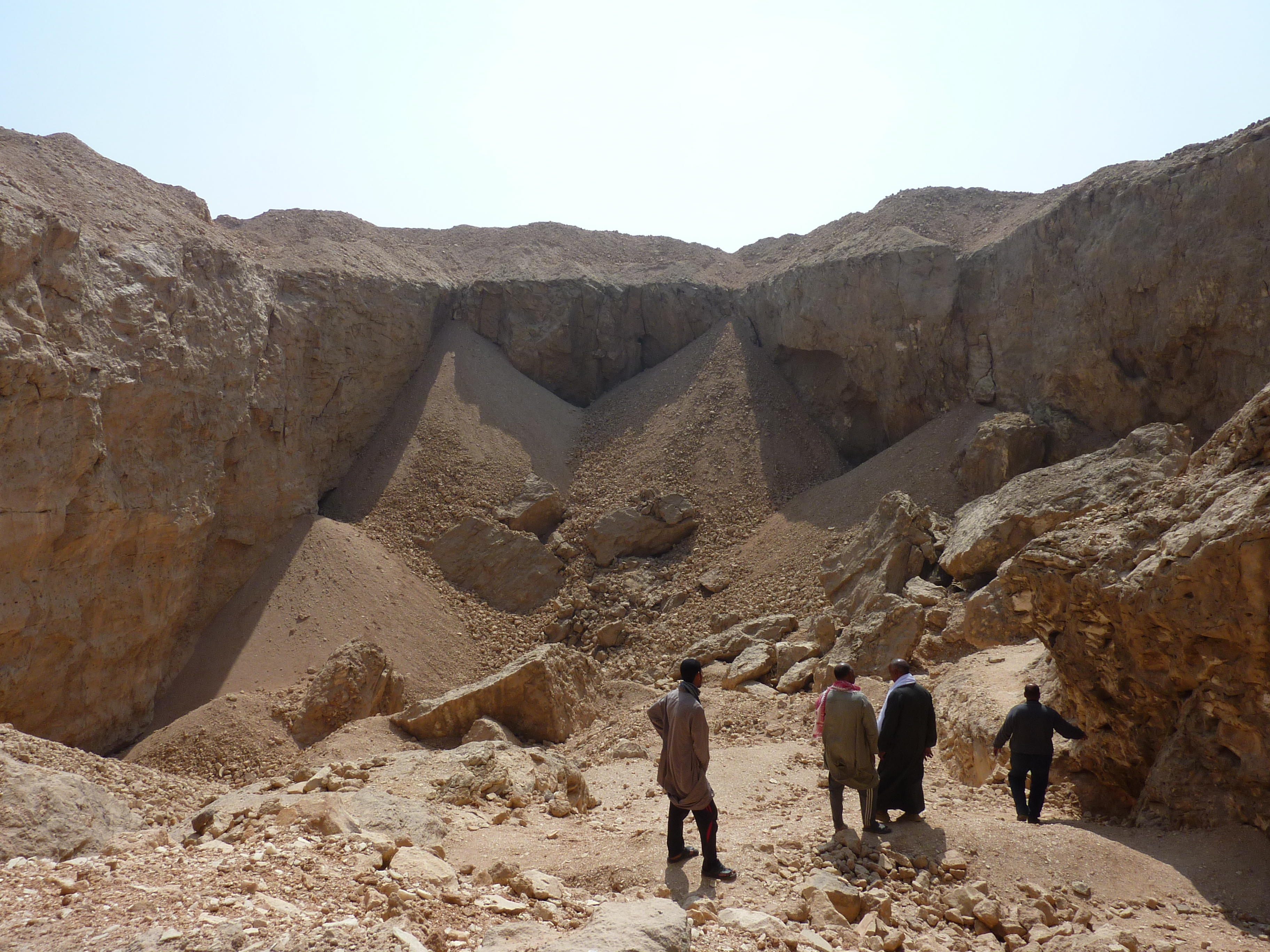
Cantera principal de Hatnub ("Cantera P").

Hatnub o Hetnub, llamada la "Casa del Oro", fue una cantera de alabastro egipcio. También fue el lugar de asentamiento de trabajadores temporalmente ocupado en el Desierto Oriental, al sureste de Amarna y a unos 65 km de Minya.
El asentamiento de la cantera de Hatnub, con tres canteras principales, como las asociadas a las minas de oro del Uadi Hammamat y a otras, está caracterizada por la protección contra el viento de la piedra seca, caminos, calzadas, mojones y alineamientos de piedra. 

## Historia
Desde tiempos remotos, el lugar era conocido por sus canteras traslúcidas de calcita, carbonato de calcio, con la denominación de "alabastro egipcio", que fue ampliamente utilizado para la fabricación de vasos. La cerámica, las inscripciones jeroglíficas y los grafitis hieráticos en el sitio muestran que se usó de forma intermitente desde al menos el reinado de Jufu hasta el período romano (c. 2589 a. C. - 300). Entre las inscripciones, se recuerdan envíos de alabastro egipcio solicitados por varios reyes para la construcción de templos y estructuras funerarias. Algunos vasos de piedra del complejo de la pirámide escalonada llevan incisas el nombre de Hatnub, lo que indica la procedencia del material.
El chaty Uni narra en una inscripción autobiográfica en su tumba de Abydos, mientras realizaba misiones con las expediciones de Merenra I (Dinastía VI) entre otras, en las canteras de Hatnub, para obtener material de construcción para la pirámide del Faraón.
Hatnub fue descrita por primera vez por los egiptólogos Percy Newberry y Howard Carter en 1891. Existen  muchas inscripciones en las rocas que fueron descritas por primera vez por George Willoughby Fraser y Marcus Worsley Blackden, miembros de la misma expedición. Durante casi 100 años, los arqueólogos se concentraron en encontrar y traducir estas inscripciones que iluminaron gran parte de la vida cotidiana en el Antiguo Egipto. 
Solo cuando Ian Shaw y su equipo comenzaron a estudiar los restos materiales, asociándolos con lo anterior, se pudo obtener una imagen más completa. Por ejemplo, no se encontraron inscripciones del Imperio Nuevo, por lo que se había pensado que las canteras no se usaron durante ese período. Sin embargo, al encontrar Shaw y su equipo fragmentos de cerámica de este período, se demostró que los trabajadores también habían utilizado las canteras en ese tiempo.